# Referendum in Frankreich zur Selbstbestimmung Algeriens
Am 8. Januar 1961 fand ein Referendum in Frankreich zur Selbstbestimmung Algeriens statt. 72,7 Prozent der Abstimmenden befürworteten das von Staatspräsident Charles de Gaulle favorisierte Gesetz zur Autonomie Algeriens.

## Vorgeschichte und Kontext

### Französische Kolonialherrschaft in Algerien

Verwaltungsgliederung Algeriens zwischen 1934 und 1955.

Die systematische Kolonisierung Algeriens durch Frankreich begann im Jahr 1830 mit der Besetzung des Hauptortes Algier. Nach und nach dehnte sich die französische Kolonialverwaltung auf das gesamte Gebiet des heutigen Algeriens aus. Offiziell wurde das Küstengebiet im Jahr 1848 annektiert und administrativ in zunächst drei Départements eingeteilt (Oran, Alger und Constantine). In den Jahren 1956 bis 1958 folgten weitere Départementseinteilungen. Die südlich des Atlasgebirges gelegenen, zum heutigen Algerien gehörige Wüstengebiete der Sahara wurden 1902 als Territoires du Sud organisiert und mit Wirkung vom 7. August 1957 in Form von zwei „Sahara-Départements“ (Oasis und Saoura) an Frankreich angeschlossen. Schon frühzeitig wurde das Land für europäische Siedler geöffnet. Diese kamen nicht nur aus Frankreich, sondern auch aus anderen Mittelmeeranrainerländern. Die Siedler nahmen vielfach das beste Ackerland in Besitz und nutzen es für die exportorientierte Landwirtschaft, z. B. den Weinbau. Im Jahr 1954 lebten knapp eine Million Personen europäischer Abstammung (die aber größtenteils in Algerien geboren waren) in Algerien. Aufstände der einheimischen Bevölkerung wurden durch die französische Kolonialmacht mit großer Härte unterdrückt. Andererseits nahmen auch nicht wenige Einheimische französische Lebensformen sowie zum Teil die französische Sprache an und arrangierten sich mit der Kolonialherrschaft. Die Mehrheit der einheimischen berberisch-arabischen Bevölkerung profitierte nicht von der französischen Herrschaft und lebte gewissermaßen als Bürger zweiter Klasse unterprivilegiert in Armut.
Nach dem Zweiten Weltkrieg wurde das französische Kolonialreich sukzessive aufgelöst. Ein Signal für alle von Frankreich beherrschten Kolonialvölker war die französische Niederlage im Indochinakrieg 1953. Ab 1954 brach in Algerien der offene Bürgerkrieg zwischen der algerischen Nationalen Befreiungsfront (Front de libération nationale, FLN) und der französischen Kolonialmacht aus. Die FLN verübte zahlreiche Bombenanschläge auf französische Einrichtungen, nicht nur in Algerien, sondern auch im französischen Mutterland.

### Präsidentschaft de Gaulles

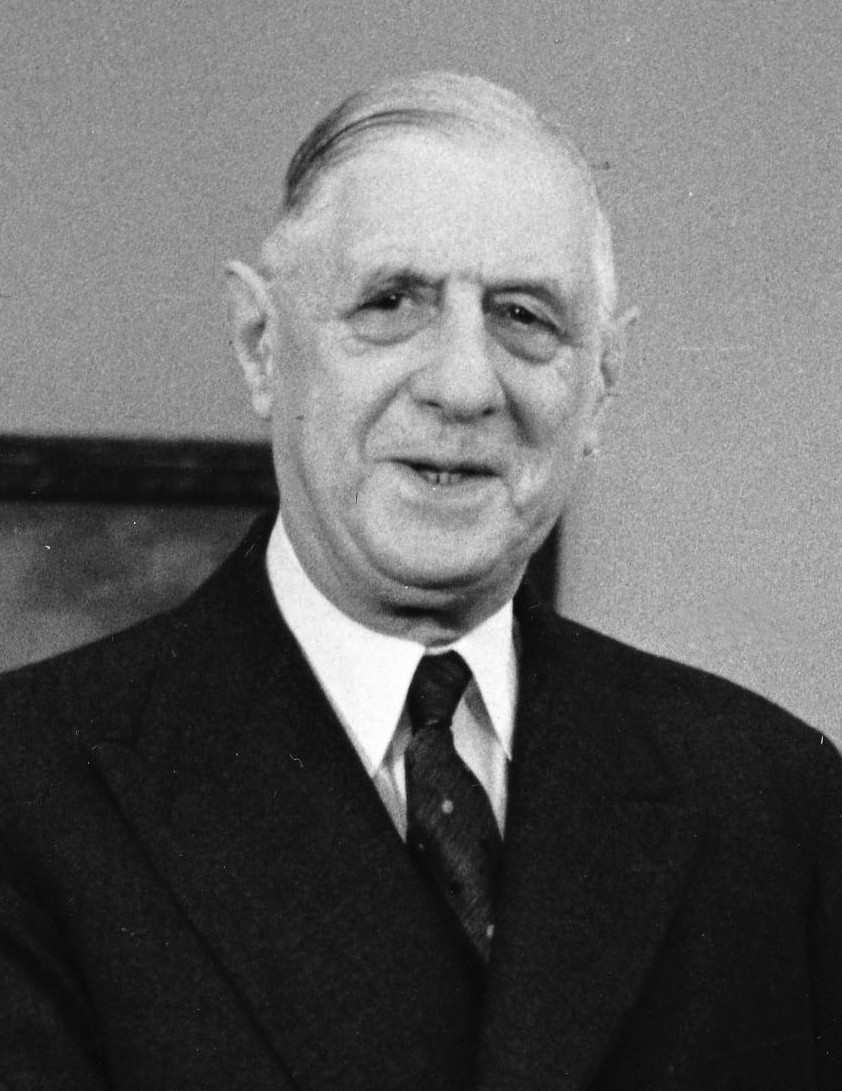
Charles de Gaulle im Jahr 1958

Am 13. Mai 1958 kam es zu einem Putschversuch französischer Generäle in Algier, die durch diesen Akt erzwingen wollten, dass Algerien weiter bei Frankreich verbleiben sollte. Die dadurch ausgelöste Staatskrise brachte General Charles de Gaulle an die Macht und markierte den Beginn der Fünften Französischen Republik. De Gaulle konnte den Putsch beenden und die Republik stabilisieren, indem er eine Präsidialverfassung einführte und sich selbst zum Präsidenten wählen ließ. Der Algerienkrieg ging davon unbeeindruckt weiter. Im Jahr 1959 äußerte de Gaulle seine Ideen zum künftigen Verhältnis zwischen Algerien und Frankreich. Aus der Sicht de Gaulles gab es für das künftige Verhältnis zwischen Frankreich und Algerien drei Modelle. Zum einen die vollständige staatliche Trennung von Algerien und Frankreich („la sécession“), zum zweiten die vollständige Integration und Assimilation Algeriens in Frankreich („la francisation“), und zum dritten die Teilselbständigkeit Algeriens mit politischer Anbindung an das französische Mutterland („l’association“). De Gaulle favorisierte eindeutig das dritte Modell. Beim zweiten Modell fürchtete er, dass die vollständige Integration von Millionen nordafrikanischer Muslime nicht gelingen, bzw. die französische Kultur zu stark überfremden werde. Bei der Teilselbständigkeit Algeriens, dem „algerischen Algerien“ („Algérie algérienne“), wie de Gaulle es nannte, blieb jedoch zum Teil unklar, wie dieses konkret aussehen sollte. Nach den Vorstellungen de Gaulles sollte Algerien eine begrenzte Selbständigkeit erhalten, bei der Frankreich bestimmte Reservatrechte (z. B. hinsichtlich der Verteidigungs-, Außen- und Innenpolitik) behielt.
De Gaulle kündigte ein Referendum über die geplante Teilselbständigkeit Algeriens an. Es handelte sich um das erste Referendum seit der Gründung der Fünften Republik. Die in dem Referendum gestellte Frage lautete:
| Partei                                                     | Stimm- empfehlung |
| ---------------------------------------------------------- | ----------------- |
| Section Française de l'Internationale Ouvrière (SFIO)      | Ja                |
| Mouvement républicain populaire (MRP)                      | Ja                |
| Union pour la Nouvelle République (UNR)                    | Ja                |
| Parti communiste (PCF)                                     | Nein              |
| Parti socialiste unifié (PSU)                              | Nein              |
| Regroupement national pour l'unité de la République (RNUR) | Nein              |
| Parti radical                                              | Nein              |
| Centre national des indépendants et paysans (CNIP)         | ohne Empfehlung   |

« Approuvez-vous le projet de loi soumis au peuple français par le président de la République et concernant l'autodétermination des populations algériennes et l'organisation des pouvoirs publics en Algérie avant l'autodétermination ? »

„Stimmen Sie dem Gesetzesvorhaben, das dem französischen Volk vom Präsidenten der Republik vorgelegt wurde und das die Selbstbestimmung der algerischen Bevölkerung und die Organisation der Staatsgewalt in Algerien vor der Selbstbestimmung betrifft, zu?“

Von den politischen Parteien unterstützte die gaullistische Union pour la Nouvelle République (UNR) ebenso wie das christdemokratische Mouvement républicain populaire (MRP) ein „Ja“-Votum. Die in der Section Française de l'Internationale Ouvrière (SFIO) zusammengeschlossenen Sozialisten sprachen sich ebenfalls für ein „Ja“ aus. Die Kommunisten (PCF) und die „vereinigten Sozialisten“ (PSU) empfahlen ein „Nein“, mit dem Argument, dass de Gaulle mit einem „Ja“-Votum ein Mandat zur Fortsetzung des Krieges gegen die von der FLN aufgestellte provisorische algerische Regierung erhalten würde. Die 1958 aus Opposition zur Algerienpolitik de Gaulles gebildete Parlamentariergruppe Regroupement national pour l'unité de la République (RNUR) agitierte ebenfalls für ein „Nein“.

## Ergebnisse

### Gesamtergebnis
Von den 23.986.913 Wählern stimmten 17.447.669 (72,73 %) mit „Ja“, 5.817.775 (24,25 %) mit „Nein“ und 721.469 Stimmen (3,01 %) waren ungültig.
| Gebiet                   | Wahl- berechtigte | Wähler     | Wähler | Gültige Stimmen | Gültige Stimmen | Ja-Stimmen | Ja-Stimmen | Nein      | Nein  |
| Gebiet                   | Wahl- berechtigte | Zahl       | %      | Zahl            | %               | Zahl       | %          | Zahl      | %     |
| ------------------------ | ----------------- | ---------- | ------ | --------------- | --------------- | ---------- | ---------- | --------- | ----- |
| Französisches Mutterland | 27.184.408        | 20.791.246 | 76,48  | 20.196.547      | 97,14           | 15.200.073 | 75,26      | 4.996.474 | 24,74 |
| Überseedépartements      | 398.099           | 241.174    | 60,58  | 234.533         | 97,25           | 211.376    | 90,13      | 23.157    | 9,87  |
| Algerien                 | 4.470.215         | 2.626.689  | 58,76  | 2.517.515       | 95,84           | 1.749.969  | 69,51      | 767.546   | 30,49 |
| Sahara                   | 291.692           | 193.018    | 66,17  | 187.533         | 97,16           | 168.563    | 89,88      | 18.970    | 10,12 |
| Überseeterritorien       | 175.819           | 134.786    | 76,66  | 129.316         | 95,94           | 117.688    | 91,01      | 11.628    | 8,99  |
| Gesamt                   | 32.520.233        | 23.986.913 | 73,76  | 23.265.444      | 96,99           | 17.447.669 | 74,99      | 5.817.775 | 25,01 |

### Französisches Mutterland

Ergebnisse nach Départements im französischen Mutterland, den algerischen und Sahara- sowie Überseedépartements und den Überseeterritorien

Wahlbeteiligung

| Département           | Wahl- berechtigte | Wahl- beteiligung | Prozent Ja | Prozent Nein | Prozent Ungültige |
| --------------------- | ----------------- | ----------------- | ---------- | ------------ | ----------------- |
| Ain                   | 197.060           | 68,1              | 79,3       | 20,7         | 1,8               |
| Aisne                 | 288.439           | 80,9              | 75,1       | 24,9         | 2,1               |
| Allier                | 242.860           | 71,7              | 64,4       | 35,6         | 2,8               |
| Alpes-Maritimes       | 340.512           | 75,7              | 68,9       | 31,1         | 2,1               |
| Ardèche               | 163.422           | 72,3              | 74,9       | 25,1         | 2,6               |
| Ardennes              | 165.148           | 79,4              | 77,5       | 22,5         | 1,8               |
| Ariège                | 94.072            | 66,9              | 66,2       | 33,8         | 2,6               |
| Aube                  | 150.372           | 76,7              | 76,9       | 23,1         | 2,4               |
| Aude                  | 169.520           | 67,2              | 67,1       | 32,9         | 3,8               |
| Aveyron               | 192.657           | 75,8              | 80,9       | 19,1         | 4,6               |
| Bas-Rhin              | 457.964           | 76,8              | 91,2       | 8,8          | 1,7               |
| Basses-Alpes          | 56.784            | 72,5              | 69,3       | 30,7         | 3,0               |
| Basses-Pyrénées       | 286.562           | 77,0              | 83,2       | 16,8         | 1,6               |
| Bouches-du-Rhône      | 657.971           | 75,7              | 64,6       | 35,4         | 1,8               |
| Calvados              | 269.494           | 80,1              | 84,6       | 15,4         | 1,7               |
| Cantal                | 112.591           | 66,2              | 82,5       | 17,5         | 1,5               |
| Charente              | 204.286           | 74,3              | 72,5       | 27,5         | 2,7               |
| Charente-Maritime     | 281.524           | 72,6              | 76,6       | 23,4         | 2,4               |
| Cher                  | 183.893           | 74,5              | 67,4       | 32,6         | 2,3               |
| Corrèze               | 163.364           | 72,6              | 61,9       | 38,1         | 2,1               |
| Korsika               | 163.053           | 49,6              | 76,1       | 23,9         | 0,4               |
| Côte-d’Or             | 221.798           | 74,0              | 79,9       | 20,1         | 2,1               |
| Côtes-du-Nord         | 329.962           | 79,1              | 77,2       | 22,8         | 1,4               |
| Creuse                | 118.460           | 63,6              | 66,5       | 33,5         | 1,9               |
| Deux-Sèvres           | 200.838           | 76,6              | 84,3       | 15,7         | 2,9               |
| Dordogne              | 251.285           | 76,9              | 68,3       | 31,7         | 3,0               |
| Doubs                 | 201.935           | 78,4              | 85,9       | 14,1         | 1,5               |
| Drôme                 | 178.305           | 71,2              | 74,2       | 25,8         | 2,7               |
| Eure                  | 203.277           | 78,8              | 76,2       | 23,8         | 2,6               |
| Eure-et-Loir          | 164.678           | 78,3              | 76,8       | 23,2         | 2,6               |
| Finistère             | 499.275           | 78,0              | 83,0       | 17,0         | 1,0               |
| Gard                  | 256.818           | 73,7              | 63,4       | 36,6         | 2,9               |
| Gers                  | 113.393           | 67,3              | 67,9       | 32,1         | 3,5               |
| Gironde               | 555.028           | 75,1              | 77,2       | 22,8         | 1,9               |
| Haut-Rhin             | 329.990           | 81,3              | 90,8       | 9,2          | 2,1               |
| Haute-Garonne         | 341.886           | 72,6              | 69,3       | 30,7         | 3,2               |
| Haute-Loire           | 141.632           | 70,3              | 83,9       | 16,1         | 2,6               |
| Haute-Marne           | 117.961           | 79,2              | 82,8       | 17,2         | 2,3               |
| Haute-Saône           | 132.445           | 76,3              | 79,4       | 20,6         | 2,1               |
| Haute-Savoie          | 182.973           | 71,7              | 85,2       | 14,8         | 1,6               |
| Haute-Vienne          | 227.636           | 71,3              | 61,6       | 38,4         | 2,4               |
| Hautes-Alpes          | 54.718            | 69,7              | 75,7       | 24,3         | 2,8               |
| Hautes-Pyrénées       | 132.547           | 71,8              | 74,4       | 25,6         | 2,0               |
| Hérault               | 294.170           | 71,3              | 65,6       | 34,4         | 2,3               |
| Ille-et-Vilaine       | 374.964           | 79,6              | 85,9       | 14,1         | 1,8               |
| Indre                 | 161.255           | 73,9              | 67,9       | 32,1         | 2,9               |
| Indre-et-Loire        | 233.640           | 75,3              | 75,0       | 25,0         | 2,9               |
| Isère                 | 390.343           | 69,4              | 72,7       | 27,3         | 2,1               |
| Jura                  | 139.235           | 73,3              | 80,1       | 19,9         | 2,1               |
| Landes                | 172.933           | 77,2              | 77,8       | 22,2         | 2,0               |
| Loir-et-Cher          | 157.149           | 76,7              | 73,5       | 26,5         | 3,2               |
| Loire                 | 408.241           | 70,9              | 74,1       | 25,9         | 3,3               |
| Loire-Atlantique      | 471.713           | 78,3              | 82,3       | 17,7         | 1,8               |
| Loiret                | 230.762           | 79,3              | 77,6       | 22,4         | 2,7               |
| Lot                   | 100.422           | 75,3              | 72,5       | 27,5         | 3,2               |
| Lot-et-Garonne        | 164.353           | 75,8              | 64,3       | 35,7         | 3,3               |
| Lozère                | 55.134            | 70,5              | 84,3       | 15,7         | 2,3               |
| Maine-et-Loire        | 325.174           | 75,8              | 84,2       | 15,8         | 2,6               |
| Manche                | 270.861           | 80,1              | 91,0       | 9,0          | 1,8               |
| Marne                 | 250.968           | 76,2              | 76,7       | 23,3         | 2,1               |
| Mayenne               | 155.475           | 82,0              | 87,5       | 12,5         | 2,9               |
| Meurthe-et-Moselle    | 351.653           | 81,5              | 82,5       | 17,5         | 1,5               |
| Meuse                 | 121.581           | 81,9              | 88,0       | 12,0         | 1,8               |
| Morbihan              | 340.554           | 78,0              | 86,1       | 13,9         | 1,0               |
| Moselle               | 445.477           | 82,9              | 89,8       | 10,2         | 1,6               |
| Nièvre                | 155.259           | 72,7              | 70,4       | 29,6         | 2,5               |
| Nord                  | 1.304.053         | 84,9              | 76,7       | 23,3         | 1,9               |
| Oise                  | 264.229           | 80,4              | 71,5       | 28,5         | 2,6               |
| Orne                  | 166.436           | 80,5              | 87,0       | 13,0         | 2,2               |
| Pas-de-Calais         | 746.410           | 84,3              | 74,3       | 25,7         | 2,0               |
| Puy-de-Dôme           | 310.157           | 67,4              | 74,5       | 25,5         | 2,2               |
| Pyrénées-Orientales   | 149.984           | 67,2              | 65,4       | 34,6         | 2,4               |
| Rhône                 | 596.920           | 71,8              | 75,4       | 24,6         | 2,1               |
| Saône-et-Loire        | 328.806           | 67,6              | 74,7       | 25,3         | 1,4               |
| Sarthe                | 260.868           | 75,3              | 74,7       | 25,3         | 2,8               |
| Savoie                | 153.591           | 68,4              | 78,6       | 21,4         | 1,8               |
| Seine                 | 3.275.883         | 77,1              | 68,4       | 31,6         | 1,9               |
| Seine-et-Marne        | 293.530           | 77,4              | 71,0       | 29,0         | 2,4               |
| Seine-et-Oise         | 1.211.676         | 79,9              | 67,6       | 32,4         | 2,1               |
| Seine-Maritime        | 591.030           | 78,0              | 74,5       | 25,5         | 2,2               |
| Somme                 | 292.012           | 83,6              | 70,3       | 29,7         | 2,5               |
| Tarn                  | 200.991           | 78,1              | 71,1       | 28,9         | 5,2               |
| Tarn-et-Garonne       | 106.535           | 76,3              | 67,1       | 32,9         | 4,7               |
| Territoire de Belfort | 61.246            | 76,1              | 84,1       | 15,9         | 1,6               |
| Var                   | 269.331           | 73,5              | 68,7       | 31,3         | 2,0               |
| Vaucluse              | 171.987           | 76,8              | 65,5       | 34,5         | 4,0               |
| Vendée                | 254.285           | 81,1              | 84,4       | 15,6         | 3,4               |
| Vienne                | 204.255           | 75,7              | 78,8       | 21,2         | 2,9               |
| Vosges                | 231.841           | 77,2              | 84,2       | 15,8         | 2,3               |
| Yonne                 | 168.648           | 74,4              | 72,6       | 27,4         | 2,5               |
| Zusammen              | 27.184.408        | 74,3              | 75,3       | 24,7         | 2,9               |

### Algerische Départements
In den 13 algerischen Départements lag die Wahlbeteiligung deutlich unter der im französischen Mutterland. Hier lagen auch die einzigen beiden Départements (Alger und Oran), in denen eine Mehrheit der Abstimmenden mit „Nein“ votierte. Die beiden Sahara-Départements stimmten dagegen mit hoher Wahlbeteiligung und großen Mehrheiten mit „Ja“.
| Département  | Wahl- berechtigte | Wahl- beteiligung | Prozent Ja | Prozent Nein | Prozent Ungültige |
| ------------ | ----------------- | ----------------- | ---------- | ------------ | ----------------- |
| Alger        | 687.006           | 54,7              | 40,1       | 59,9         | 4,6               |
| Batna        | 260.859           | 67,4              | 92,7       | 7,3          | 1,8               |
| Bône         | 347.705           | 59,4              | 68,6       | 31,4         | 2,9               |
| Constantine  | 561.505           | 52,3              | 67,5       | 32,5         | 5,4               |
| Médéa        | 327.475           | 58,8              | 83,6       | 16,4         | 3,8               |
| Mostaganem   | 307.810           | 68,5              | 75,7       | 24,3         | 4,4               |
| Oran         | 452.155           | 60,4              | 42,7       | 57,3         | 4,6               |
| Orléansville | 311.181           | 64,4              | 75,9       | 24,1         | 4,2               |
| Saïda        | 99.447            | 70,9              | 82,4       | 17,6         | 6,2               |
| Sétif        | 467.081           | 51,2              | 87,1       | 12,9         | 2,4               |
| Tizi-Ouzou   | 334.630           | 61,3              | 80,9       | 19,1         | 4,4               |
| Tiaret       | 150.677           | 54,5              | 81,0       | 19,0         | 4,3               |
| Tlemcen      | 162.684           | 62,3              | 81,0       | 19,0         | 6,0               |
| Gesamt       | 4.470.215         | 58,8              | 69,5       | 30,5         | 4,2               |

| Département | Wahl- berechtigte | Wahl- beteiligung | Prozent Ja | Prozent Nein | Prozent Ungültige |
| ----------- | ----------------- | ----------------- | ---------- | ------------ | ----------------- |
| Oasis       | 196.856           | 61,8              | 90,9       | 9,1          | 2,7               |
| Saoura      | 94.836            | 75,3              | 88,2       | 11,8         | 3,0               |
| Zusammen    | 291.692           | 66,2              | 89,9       | 10,1         | 2,8               |

### Überseedépartements
| Département | Wahl- berechtigte | Wahl- beteiligung | Prozent Ja | Prozent Nein | Prozent Ungültige |
| ----------- | ----------------- | ----------------- | ---------- | ------------ | ----------------- |
| Guadeloupe  | 113.937           | 56,6              | 81,5       | 18,5         | 3,1               |
| Guyana      | 12.863            | 38,0              | 94,6       | 5,4          | 8,9               |
| Martinique  | 132.880           | 61,0              | 96,6       | 10,2         | 9,4               |
| Réunion     | 138.419           | 65,6              | 95,6       | 4,4          | 1,7               |
| Gesamt      | 398.099           | 60,6              | 92,1       | 10,1         | 4,8               |

### Überseeterritorien
| Territorium               | Wahl- berechtigte | Wahl- beteiligung | Prozent Ja | Prozent Nein | Prozent Ungültige |
| ------------------------- | ----------------- | ----------------- | ---------- | ------------ | ----------------- |
| Komoren                   | 75.615            | 89,4              | 99,0       | 1,0          | 0,2               |
| Somaliküste               | 23.375            | 66,1              | 94,8       | 5,2          | 3,5               |
| Neukaledonien             | 37.088            | 59,8              | 92,8       | 7,2          | 20,9              |
| Neue Hebriden             | 1.208             | 71,9              | 93,4       | 6,6          | 1,8               |
| Polynesien                | 32.115            | 71,2              | 61,6       | 38,4         | 0,4               |
| Saint-Pierre und Miquelon | 2.917             | 82,9              | 96,5       | 3,5          | 1,2               |
| Wallis und Futuna         | 3.501             | 98,4              | 100,0      | 0,0          | 0,2               |
| Zusammen                  | 175.819           | 76,7              | 91,0       | 9,0          | 4,1               |

1. 1 2 3 4 5 6 7 8 9 10 11 12 13 14 15 16 17  Die Prozentangaben für Ja- und Nein-Stimmen beziehen sich auf die gültigen Stimmen.
 Die ungültigen Stimmen umfassen die aus formalen Gründen ungültigen Stimmen, sowie die leeren Stimmzettel.

## Entwicklung nach dem Referendum
Der Ausgang des Referendums war zunächst ein großer Erfolg für de Gaulle. Er konnte sich in seiner Konzeption der Algerienpolitik bestätigt fühlen. Jedoch hatte die große Mehrheit der europäischstämmigen Algerier, die nach wir vor das Konzept eines Algerié française, eines Algeriens unter direkter französischer Herrschaft, favorisierten, gegen den Gesetzesvorschlag gestimmt, war jedoch durch die autochthone algerische muslimische Mehrheitsbevölkerung überstimmt worden. Als Reaktion auf den Ausgang des Referendums bildete sich eine geheime Armeeorganisation, die Organisation de l’armée secrète (OAS), die Terrorakte gegen Anhänger der algerischen Unabhängigkeit verübte, um die sich abzeichnende Unabhängigkeit Algeriens doch noch aufzuhalten. Am 22. April 1961 kam es zu einem von der OAS geführten zweiten Militärputsch, dem „Putsch der Generäle“ in Algier, der allerdings nach wenigen Tagen zusammenbrach. Den Terroraktionen fielen nicht nur viele muslimische Algerier, sondern auch viele Unbeteiligte zum Opfer. Auch de Gaulle selbst entging am 8. September 1961 in Pont-sur-Seine und am 22. August 1962 in Petit-Clamart, südlich von Paris nur knapp zwei Bombenattentaten der OAS. Die OAS verlor schließlich durch die Rücksichtslosigkeit ihres Vorgehens jede Unterstützung in der breiten französischen Öffentlichkeit. Auch die Pieds-noir, die Algerienfranzosen, die zu einem erheblichen Teil mit der OAS sympathisierten oder diese direkt unterstützten, verloren die Sympathien der französischen Öffentlichkeit. Am 18. März 1962 wurden nach einem weiteren Referendum die Verträge von Évian zwischen Frankreich und der FLN unterzeichnet, in deren Folge Algerien schließlich unabhängig wurde, und zwar vollständig und nicht in der von de Gaulle ursprünglich intendierten Form einer Abhängigkeit von Frankreich. Mehr als 700.000 Algerienfranzosen flüchteten überstürzt unter Hinterlassung ihres ganzen Hab und Guts aus Algerien nach Frankreich. In Frankreich stieß ihr Schicksal aufgrund des vorangegangenen OAS-Terrors auf verhältnismäßig geringe Anteilnahme, wodurch sich unter den Pieds-noir das Gefühl verstärkte „vom französischen Mutterland verraten“ worden zu sein. Mit den Pieds-noir flohen Zehntausende Harkis (profranzösisch eingestellte autochthone Algerier), die in ihrem Heimatland schutzlos den Racheakten der FLN ausgesetzt waren und dort zu Tausenden ermordet wurden.